# Буковача (Петровац)
Буковача је насељено мјесто у општини Петровац, Република Српска, БиХ. Према попису становништва из 2013. године, ово мјесто је без становника.

## Становништво
| Демографија | Демографија | Демографија |
| Година      | Становника  | Становника  |
| ----------- | ----------- | ----------- |
| 1948.       | 409         |             |
| 1953.       | 423         |             |
| 1961.       | 484         |             |
| 1971.       | 420         |             |
| 1981.       | 323         |             |
| 1991.       | 298         |             |